# 速霸陸Baja
速霸陸Baja（日语：スバル・バハ）為日本富士重工業在2003年至2006年間製造、販售的四門皮卡貨車或多功能轎跑車（coupé utility），專門外銷北美洲、歐洲等市場。本車款乃衍生自第二代速霸陸Outback，將後車廂改為車斗之設計。
車名「Baja」取自下加利福尼亞半島（西班牙語：Península de Baja California），也就是著名的Baja 1000越野車比賽的舉辦地點。

## 歷史與概要
其實早在1978年富士重工業便曾推出一款二門多功能轎跑車（coupé utility）速霸陸BRAT，專門外銷北美洲、歐洲、澳洲、紐西蘭等地，銷售成績不俗。2000年底特律車展上，富士重工業公開一輛名為「ST-X」的概念車，這輛車乃出自彼得·田（Peter Tenn）領軍的北美速霸陸設計團隊之手。2002年7月這輛車正式由印第安那州拉斐特的「速霸陸五十鈴汽車廠（同年12月起改稱速霸陸印第安納汽車廠〔Subaru of Indiana Automotive, Inc.〕）」量產製造，其機械結構、底盤平台等皆取自第二代速霸陸Outback，後行李廂改為可載運物品的車斗。除了美國當地，這款車也在加拿大、智利等市場銷售。
2004年 - 追加一具2.5L水平對臥四缸DOHC EJ255型渦輪增壓引擎，最大馬力是210hp / 5,600rpm，最大扭力235lb·ft / 3,600rpm。除了原先的手排變速箱，也可選購由英國著名賽車改裝團隊Prodrive授權製造的Sportshift E-5AT五速手自排變速箱。另外懸吊系統經過重新調校，車高變成1,654mm。
2006年 - 因為銷售量不如預期，原廠決定在本年4月停產，總計共出售約3萬輛。

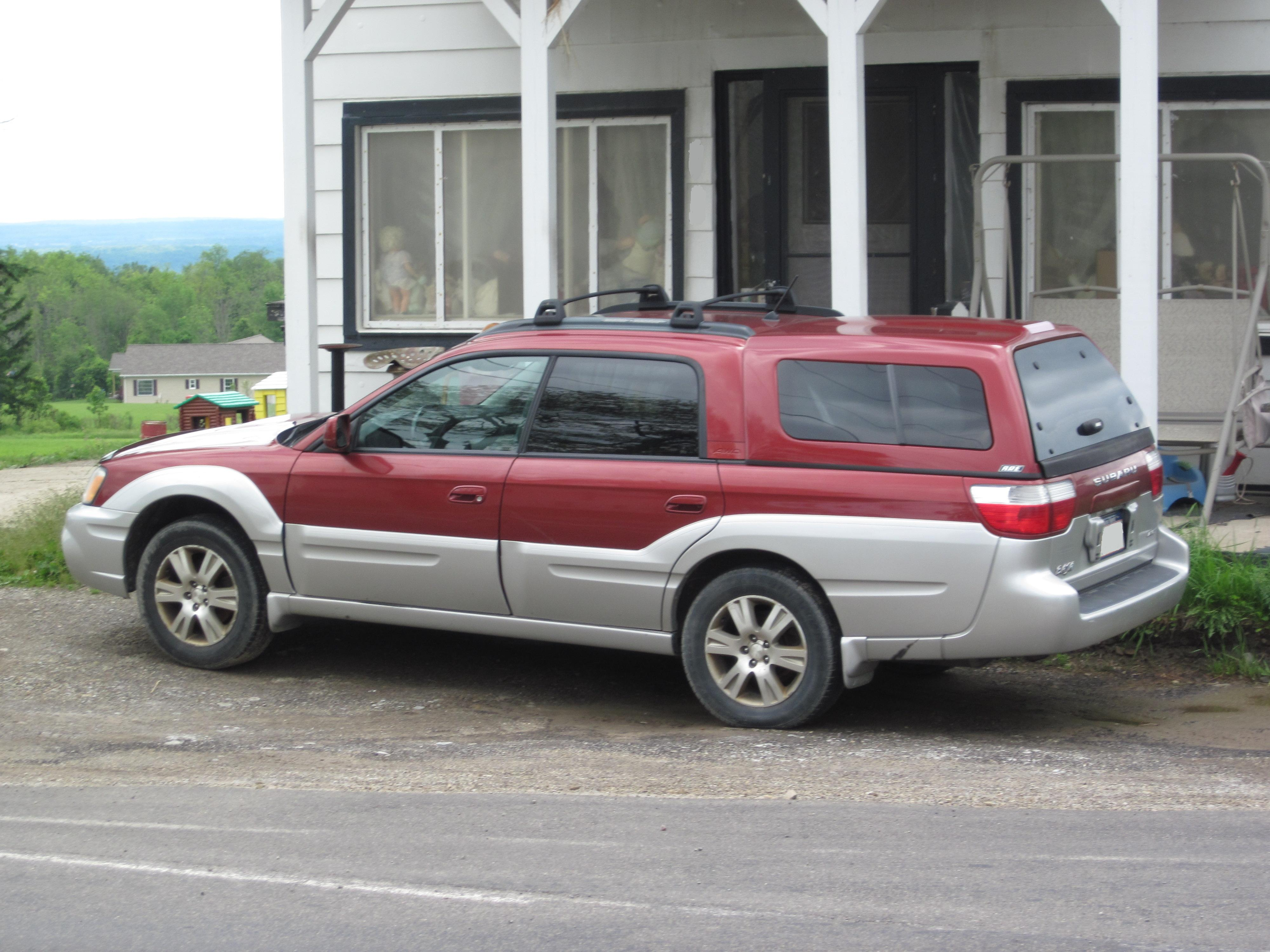
後車斗加裝頂蓋的Baja
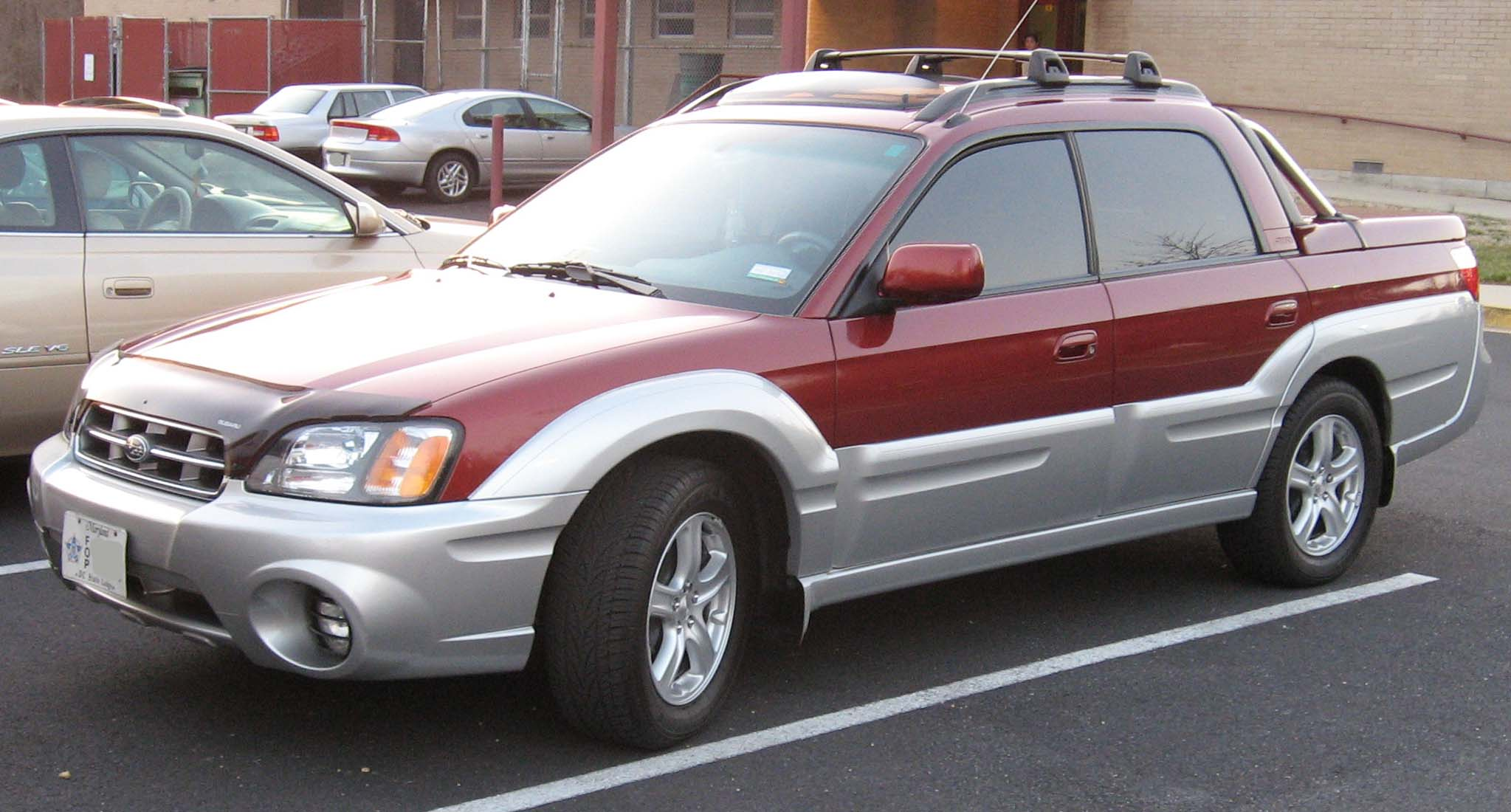
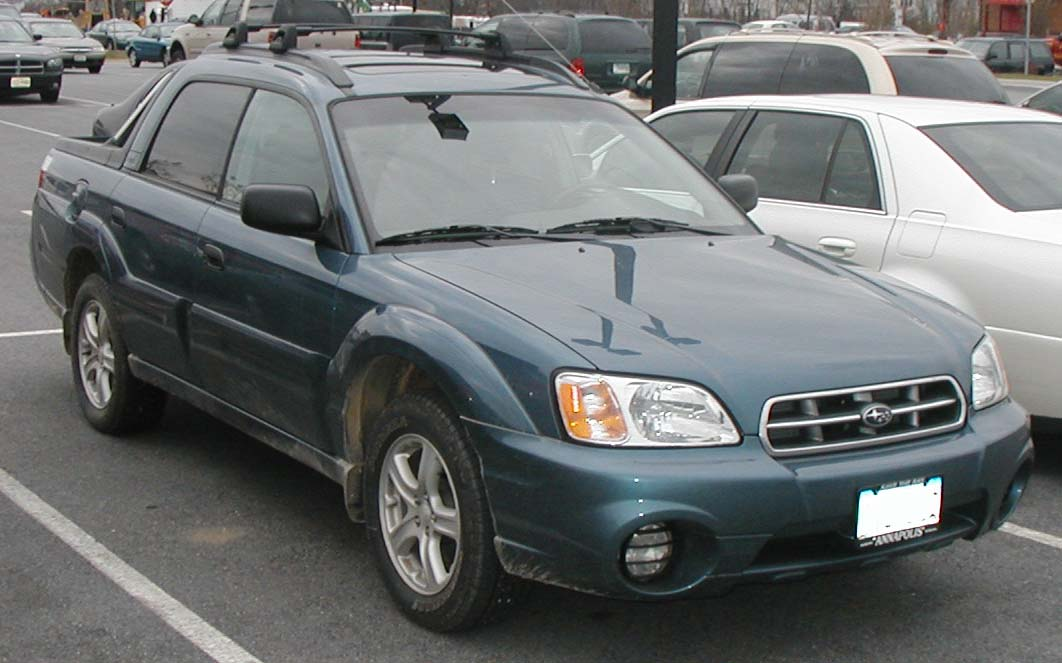
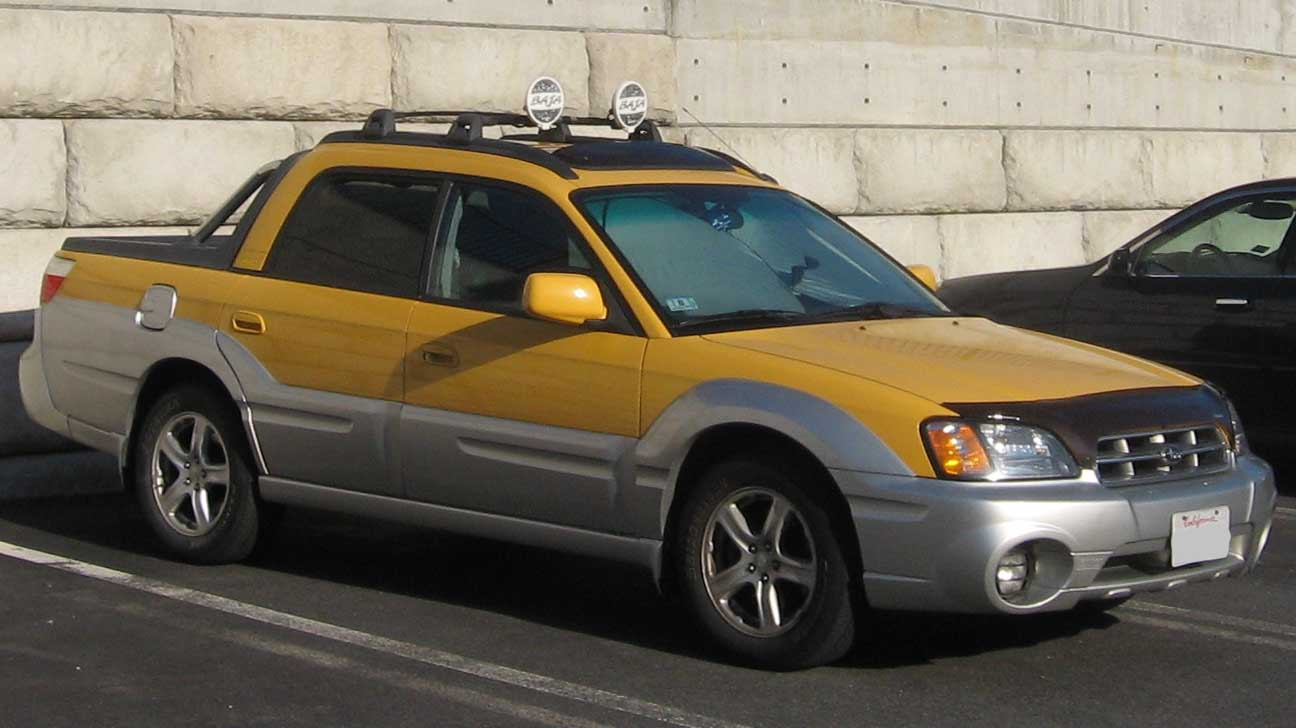

## 外部連結
- （英文）PickupTruck.com - 2003 Subaru Baja: First Drive